# Gymnosporangium dobrozrakovae
Gymnosporangium dobrozrakovae är en svampart som beskrevs av Mitrof. 1969. Gymnosporangium dobrozrakovae ingår i släktet Gymnosporangium och familjen Pucciniaceae.   Inga underarter finns listade i Catalogue of Life.